# Vårfruberga-Härads församling
Vårfruberga-Härads församling är en församling i Domprosteriet i Strängnäs stift. Församlingen ligger i Strängnäs kommun i Södermanlands län. Församlingen utgör ett eget pastorat.

## Administrativ historik
Församlingen bildades 2006 genom sammanslagning av Vårfruberga församling och Härads församling

## Kyrkor
- Härads kyrka
- Fogdö kyrka
- Helgarö kyrka
- Vansö kyrka